# Takagi Taku
 (avril 2022).
La mise en forme du texte ne suit pas les recommandations de Wikipédia : il faut le « wikifier ».
Les points d'amélioration suivants sont les cas les plus fréquents. Le détail des points à revoir est peut-être précisé sur la page de discussion.
- Les titres sont pré-formatés par le logiciel. Ils ne sont ni en capitales, ni en gras.
- Le texte ne doit pas être écrit en capitales (les noms de famille non plus), ni en gras, ni en italique, ni en « petit »…
- Le gras n'est utilisé que pour surligner le titre de l'article dans l'introduction, une seule fois.
- L'italique est rarement utilisé : mots en langue étrangère, titres d'œuvres, noms de bateaux, etc.
- Les citations ne sont pas en italique mais en corps de texte normal. Elles sont entourées par des guillemets français : « et ».
- Les listes à puces sont à éviter, des paragraphes rédigés étant largement préférés. Les tableaux sont à réserver à la présentation de données structurées (résultats, etc.).
- Les appels de note de bas de page (petits chiffres en exposant, introduits par l'outil «  Source ») sont à placer entre la fin de phrase et le point final[comme ça].
- Les liens internes (vers d'autres articles de Wikipédia) sont à choisir avec parcimonie. Créez des liens vers des articles approfondissant le sujet. Les termes génériques sans rapport avec le sujet sont à éviter, ainsi que les répétitions de liens vers un même terme.
- Les liens externes sont à placer uniquement dans une section « Liens externes », à la fin de l'article. Ces liens sont à choisir avec parcimonie suivant les règles définies. Si un lien sert de source à l'article, son insertion dans le texte est à faire par les notes de bas de page.
- La présentation des références doit suivre les conventions bibliographiques. Il est recommandé d'utiliser les modèles {{Ouvrage}}, {{Chapitre}}, {{Article}}, {{Lien web}} et/ou {{Bibliographie}}. Le mode d'édition visuel peut mettre en forme automatiquement les références.
- Insérer une infobox (cadre d'informations à droite) n'est pas obligatoire pour parachever la mise en page.

Pour une aide détaillée, merci de consulter Aide:Wikification.
Si vous pensez que ces points ont été résolus, vous pouvez retirer ce bandeau et améliorer la mise en forme d'un autre article.
 (avril 2022).
Takagi Taku (高木 卓), de son vrai nom Andō Hiroshi (安藤 煕, son prénom peut aussi se lire Taku), né le 18 janvier 1907 dans la préfecture de Tokyo et mort le 28 décembre 1974, est un écrivain japonais.
C'est aussi un critique musical et auteur de romans historiques (rekishi shōsetsu).
Son oncle est l'écrivain Kōda Rohan. Sa fille est l'autrice et parolière Takagi Akiko (née en 1940).

## Biographie
Takagi Taku, né à Tokyo, et le fils de la violoniste Andō Kō (née Kōda), qui fut la première femme à être honorée en tant que personne de mérite culturel particulier, et de l'angliciste Andō Katsuichirō . Il étudie la littérature allemande à l'université impériale de Tokyo, dont il sort diplômé en 1930 puis enseigne au lycée Mito de Tokiwa. Il publie des romans dans la revue littéraire Sakka Seishin (作家精神). Déjà candidat malheureux au prestigieux prix Akutagawa en 1936, il l'obtient finalement en 1940 pour son roman Uta to mon no tate (歌と門の盾), ayant pour sujet le poète Ōtomo no Yakamochi, mais il décline le prix.
Après la Seconde Guerre mondiale, il enseigne à l'université de Tokyo jusqu'à sa retraite, puis à l'université Dokkyo.
Il traduit presque tous les opéras de Richard Wagner en japonais.
Il meurt en 1974 à l'âge de 67 ans.

## Œuvres
- 1940 : Uta à mon no tate (歌と門の盾)
- 1943 : Shotoku Taishi (聖徳太子)
- 1948 : Ningen Rohan (人間露伴)
- 1951 : Murasaki Shikibu (紫式部)
- 1955 : Beethoven (ベートーヴェン)
- 1958 : Akutagawa Ryūnosuke dokuhon (芥川龍之介読本)
- 1966 : Schubert (シューベルト)